# Католыши
Католыши (бел. Като́лышы) — деревня в Новогрудском районе Гродненской области Республики Беларусь. Входит в состав Ладеникского сельсовета. 

## География
Расположена в 105км от Новогрудка, 4 км от Ладеники. Через деревню проходит полевая дорога. Рядом дорога Р11. 
Ближайшие населённые пункты Байки, Ловчицы и др.

### Гидрография
Река Негримовка.

### Физико-географическая характеристика
Деревня находится на Восточно-Европейской равнине, на Белорусской гряде, Новогрудская возвышенность. 
Вокруг деревни смешанный лес и поля, где прорастает множество видов растений.

## Население

### Численность
- 2019 год — 28 человек

### Динамика
- 1999 год — 37 человек (перепись населения)
- 2009 год — 23 человек (перепись населения)[3]
- 2019 год — 28 человек (перепись населения)

## Известные личности
- Самсон Перлович (1923—2001) — белорусский поэт.
- Адам Шаботько (1923—1950) — белорусский деятель.